# Església de Sant Josep de Maó
L'Església de Sant Josep de Maó fou construïda l'any 1738 per la comunitat de mestres de cases, fusters i calefactors, dedicada a Sant Josep. És un edifici d'estil molt senzill, de nau única, amb petites capelles a cada banda. En el període entre 1764 i 1782 passa a formar part del culte anglicà, però amb la dominació espanyola de 1802 passa de forma definitiva al culte catòlic.